# Atletica leggera ai X Giochi panafricani - Salto in lungo maschile
Il concorso del salto in lungo maschile ai X Giochi panafricani si è svolto il 15 settembre 2011 all'Estádio Nacional do Zimpeto di Maputo.

## Podio
| Oro     | Luvo Manyonga Sudafrica  |
| Argento | Ignisious Gaisah Ghana   |
| Bronzo  | Ndiss Kaba Badji Senegal |

## Programma
| Data              | Ora | Evento |
| ----------------- | --- | ------ |
| 15 settembre 2011 |     | Finale |

## Risultati

### Finale
| Class   | Atleta                    | Nazione        | #1   | #2   | #3   | #4   | #5   | #6   | Risultati | Note |
| ------- | ------------------------- | -------------- | ---- | ---- | ---- | ---- | ---- | ---- | --------- | ---- |
| Oro     | Luvo Manyonga             | Sudafrica      | 7.59 | x    | x    | 7.83 | 8.02 | 7.82 | 8.02      |      |
| Argento | Ignisious Gaisah          | Ghana          | 7.22 | 7.82 | 7.86 | 7.85 | 7.76 | 7.63 | 7.86      |      |
| Bronzo  | Ndiss Kaba Badji          | Senegal        | 7.31 | 7.21 | 7.45 | 7.83 | 7.30 | 7.59 | 7.83      |      |
| 4       | Mohamed Fathalla Difallah | Egitto         | x    | 7.74 | x    | 7.77 | x    | x    | 7.77      |      |
| 5       | Ojulu Lingo Obang         | Etiopia        | 7.33 | 7.45 | 7.65 | x    | x    | 7.42 | 7.65      |      |
| 6       | Peggy Sita Kihoue         | Rep. del Congo | x    | 7.14 | 7.44 | x    | 7.12 | 5.48 | 7.44      |      |
| 7       | Larona Koosimile          | Botswana       | 7.28 | 7.11 | x    | 7.43 | 7.22 | 7.35 | 7.43      |      |
| 8       | Shola Anota               | Nigeria        | x    | 7.34 | x    | –    | 6.60 | x    | 7.34      |      |
| 9       | Kudzanai Alberto          | Mozambico      | 6.75 | 6.91 | 7.02 |      |      |      | 7.02      |      |
| 10      | Robert Martey             | Ghana          | 5.42 | x    | 6.96 |      |      |      | 6.96      |      |
|         | Tera Langat               | Kenya          | x    | x    | x    |      |      |      | nm        |      |